# Цандер, Вильгельм
Вильгельм Цандер (нем. Wilhelm Zander; 22 апреля 1911 — 27 сентября 1974) — офицер СС; Штандартенфюрер СС (12 сентября 1944), личный адъютант начальника Партийной канцелярии НСДАП Мартина Бормана.

## Биография
Являлся сводным братом оберфюрера НСКК Альвина-Бродера Альбрехта — адъютанта Адольфа Гитлера.
В 1931 г. вступил в НСДАП (Билет № 552 659) а в 1933 г. — в СС (Билет № 27 789).
До мая 1945 г. занимал пост личного адъютанта начальника Партийной канцелярии НСДАП и личного секретаря Гитлера, рейхслейтера Мартина Бормана. Был его доверенным лицом.
29 апреля 1945 г. был отправлен Борманом из Берлина к Карлу Дёницу с одним из трех экземпляров политического завещания А. Гитлера, чтобы проинформировать гросс-адмирала о том, что он является преемником фюрера. Однако, хотя ему и удалось пробиться из Берлина на Запад, порученное задание он так и не выполнил.
После окончания войны, он поменял имя и фамилию на Фридриха Вильгельма Паустина (нем. Friedrich Wilhelm Paustin) и некоторое время работал садовником в Баварском городке Тегернзе. Несмотря на все утверждения его жены что он погиб, был выслежен и взят в плен американцами. Вместе с ним в руках американских спецслужб оказалась и копия завещания Гитлера.

## Присвоение званий
- Штурмфюрер СС (12 июня 1933)
- Оберштурмфюрер СС (30 января 1934)
- Гауптштурмфюрер СС (20 апреля 1934)
- Штурмбаннфюрер СС (20 апреля 1937)
- Оберштурмбаннфюрер СС (20 апреля 1943)
- Штандартенфюрер СС (12 сентября 1944)